# Rolls-Royce Griffon
Rolls-Royce Griffon – 12-cylindrowy widlasty silnik tłokowy o układzie V12 60° i pojemności 37 litrów. Został zaprojektowany przez firmę Rolls-Royce i produkowany w latach 1939–1955